# Viña del Mar
Viña del Mar är en kuststad i centrala Chile och tillhör regionen Valparaíso. Det är den folkrikaste staden i Valparaísos storstadsområde (Gran Valparaíso) och hade cirka 330 000 invånare vid folkräkningen 2017. Viña del Mar betyder "havets vingård" och både havet och vinet är ständigt närvarande. Flera av Chiles främsta viner odlas i den region där staden ligger.
Staden, som ofta bara kallas Viña, är en viktig del i Chiles turistnäring då den kan bjuda på ett kasino, en mycket populär musikfestival "El Festival Internacional de la Canción de Viña del Mar", ett urverk gjort av blommor som också kallas för "Ciudad Jardin" (trädgårdsstaden) och har även en av Chiles längsta stränder.
Staden är känd i den katolska världen för att vara fader Alberto Hurtados födelsestad. Han blev helgonförklarad i oktober 2005.

## Klimat
Uppmätta normala temperaturer och -nederbörd i Viña del Mar:
|                                            | Jan | Feb | Mar | Apr | Maj | Jun | Jul | Aug | Sep | Okt | Nov | Dec |
| ------------------------------------------ | --- | --- | --- | --- | --- | --- | --- | --- | --- | --- | --- | --- |
| Normaldygnets maximitemperaturs medelvärde | 21  | 21  | 19  | 18  | 17  | 15  | 14  | 15  | 16  | 17  | 18  | 20  |
| Normaldygnets minimitemperaturs medelvärde | 14  | 14  | 13  | 11  | 11  | 10  | 9   | 9   | 10  | 10  | 12  | 13  |
|                                            |     |     |     |     |     |     |     |     |     |     |     |     |
| Nederbörd                                  | 0   | 0   | 4   | 13  | 55  | 83  | 111 | 60  | 27  | 10  | 8   | 1   |

| Diagram | temperaturer i °C • månadsnederbörd i mm | temperaturer i °C • månadsnederbörd i mm | temperaturer i °C • månadsnederbörd i mm | temperaturer i °C • månadsnederbörd i mm | temperaturer i °C • månadsnederbörd i mm | temperaturer i °C • månadsnederbörd i mm | temperaturer i °C • månadsnederbörd i mm | temperaturer i °C • månadsnederbörd i mm | temperaturer i °C • månadsnederbörd i mm | temperaturer i °C • månadsnederbörd i mm | temperaturer i °C • månadsnederbörd i mm | temperaturer i °C • månadsnederbörd i mm |
|         | 0 21 14                                  | 0 21 14                                  | 4 19 13                                  | 13 18 11                                 | 55 17 11                                 | 83 15 10                                 | 111 14 9                                 | 60 15 9                                  | 27 16 10                                 | 10 17 10                                 | 8 18 12                                  | 1 20 13                                  |

## Kända personer
- Tom Araya, thrash metal-bandet Slayers basist